# Монтгомери (округ, Арканзас)
Монтго́мери (англ. Montgomery County) — округ в США, штате Арканзас. По состоянию на 2010 год, численность населения составляла 9 487 человек. Был основан 9 декабря 1842 года. Получил своё название по имени ирландского военного и политического деятеля Ричардa Монтгомери.

## География
По данным Бюро переписи США, общая площадь округа равняется 2 073 км², из которых 2 023 км² суша и 50 км² или 2,42 % это водоемы.

### Соседние округа
- Йелл (Арканзас) — север
- Гарленд (Арканзас) — восток
- Хот-Спринг (Арканзас) и Кларк (Арканзас) — юго-восток
- Пайк (Арканзас) — юг
- Полк (Арканзас) — запад
- Скотт (Арканзас) — северо-запад

## Демография
По данным переписи населения 2000 года в округе проживает 9 245 жителей в составе 3 785 домашних хозяйств и 2 747 семей. Плотность населения составляет 5 человек на км². На территории округа насчитывается 5 048 жилых строений, при плотности застройки 2 строения на км². Расовый состав населения: белые — 95,42 %, афроамериканцы — 0,29 %, коренные американцы (индейцы) — 1,11%, азиаты — 0,37%, гавайцы — 0,01%, представители других рас — 1,56%, представители двух или более рас — 1,23%. Испаноязычные составляли 2,53% населения.
В составе 28,00 % из общего числа домашних хозяйств проживают дети в возрасте до 18 лет, 62,60 % домашних хозяйств представляют собой супружеские пары проживающие вместе, 7,00 % домашних хозяйств представляют собой одиноких женщин без супруга, 27,40 % домашних хозяйств не имеют отношения к семьям, 24,50 % домашних хозяйств состоят из одного человека, 12,20 % домашних хозяйств состоят из престарелых (65 лет и старше), проживающих в одиночестве. Средний размер домашнего хозяйства составляет 2,41 человека, и средний размер семьи 2,85 человека.
Возрастной состав округа: 23,50 % моложе 18 лет, 6,20 % от 18 до 24, 25,00 % от 25 до 44, 26,30 % от 45 до 64 и 18,90 % от 65 и старше. Средний возраст жителя округа 42 лет. На каждые 100 женщин приходится 96,20 мужчин. На каждые 100 женщин старше 18 лет приходится 95,00 мужчин.
Средний доход на домохозяйство в округе составлял 28 421 USD, на семью — 32 769 USD. Среднестатистический заработок мужчины составлял 25 865 USD против 18 063 USD для женщины. Доход на душу населения был 14 668 USD. Около 13,00% семей и 17,00% общего населения находились ниже черты бедности, в том числе — 22,50% молодежи (тех кому ещё не исполнилось 18 лет) и 16,00% тех кому было уже больше 65 лет.